# Ischyja schlegelii
Ischyja schlegelii är en fjärilsart som beskrevs av Pieter Cornelius Tobias Snellen 1885. Ischyja schlegelii ingår i släktet Ischyja och familjen nattflyn. Inga underarter finns listade i Catalogue of Life.